# Reiner Kunze
Reiner Kunze (Oelsnitz, 16 agosto 1933) è uno scrittore, traduttore e letterato tedesco, dissidente dell'ex DDR.
Reiner Kunze è il figlio di un minatore. Dal 1947 ha frequentato un corso di costruzione per i bambini lavoratori ammessi alla scuola di specializzazione. Due anni più tardi è diventato il rettore della sua scuola come candidato del Partito Socialista Unificato di Germania (SED) che lo aveva proposto. Kunze ha studiato filosofia e giornalismo presso l'Università Karl Marx di Lipsia. Seppur attraverso pericolosi sotterfugi, nel 1953 pubblica la sua prima opera ,il libro di poesie "Uccelli sulla corda", in tedesco Vögel über dem Tau. Dopo la laurea nel 1955 ha lavorato come assistente di ricerca presso la Facoltà di Giornalismo della medesima Università. Dopo gravi contrasti politici, Kunze nel 1959 manifestò il suo dissenso politico nei confronti dei responsabili dell'ateneo. Tale presa di posizione gli impedì di terminare il dottorato e lo costrinse a lavorare come assistente meccanico in macchinari pesanti.
Nel 1961 conosce il medico cecoslovacco Elisabeth Littnerová che sposa l'anno seguente adottandone la figlia Marcela alla quale dedicherà più tardi la sua opera più importante Gli anni meravigliosi in tedesco Die wunderbaren Jahre.
Innumerevoli i premi letterari ottenuti da Kunze nella Cecoslovacchia, in Svezia, in Austria e in Germania fra i quali il Premio del Libro per l'Infanzia 1971, il prestigioso Premio Georg Büchner 1977 e il Premio Hölderlin nel giugno 1999.

## Opere in tedesco
- Die Zukunft sitzt am Tische. Gedichte. Zusammen mit Egon Günther, Mitteldeutscher Verlag, Halle (Saale) 1955.
- Vögel über dem Tau. Liebesgedichte und Lieder. Mitteldeutscher Verlag, Halle (Saale) 1959.
- Fragen des lyrischen Schaffens. VEB Verlag Sprache und Literatur, Halle an der Saale 1960. (Beiträge zur Gegenwartsliteratur, Heft 18.)
- Aber die Nachtigall jubelt: Heitere Texte. Mitteldeutscher Verlag, Halle (Saale) 1962.
- Widmungen. Gedichte. Hohwacht Verlag, Bad Godesberg 1963.
- Die guten Sitten. Feuilletons.Zusammen mit Heinz Knobloch. Mitteldeutscher Verlag, Halle (Saale) 1964.
- Sensible Wege. Gedichte. 1969. Auch mit Das Ende der Fabeln und Rudern Zwei ein Boot.
- Der Löwe Leopold. Fast Märchen, fast Geschichten. 1970.
- Zimmerlautstärke. Gedichte. 1972.
- Brief mit blauem Siegel. Gedichte. Philipp Reclam jun., Leipzig 1973.
- Die wunderbaren Jahre. Prosa. S. Fischer, Frankfurt am Main 1976, ISBN 3-10-042003-9. Fischer Taschenbuch 1978, ISBN 3-596-22074-2. (Platz 1 der Spiegel-Bestsellerliste vom 2. Mai bis zum 24. August 1977)
- auf eigene hoffnung. Gedichte. 1981.
- Wundklee. Übersetzungen von Gedichten von Jan Skácel. 1982.
- Eine stadtbekannte Geschichte. Für Kinder, die schon wissen, was eine Umleitung ist. Mit Zeichnungen von Werner Maurer. Olten 1982.
- aus: einundzwanzig variationen über das thema „die post“. Mit Holzschnitten von Alfred Pohl. Hauzenberg 1983.
- gespräch mit der amsel. Sammelband: frühe Gedichte, sensible wege, zimmerlautstärke. 1984.
- eines jeden einziges leben. Gedichte. 1986, darin auch das Gedicht Bittgedanke, dir zu Füßen.
- Das weiße Gedicht. Essays. 1989.
- Selbstgespräch für andere. Gedichte und Prosa. Auswahl und Nachwort von Heiner Feldkamp. Stuttgart 1989.
- Deckname „Lyrik“. Eine Dokumentation. Fischer-Taschenbuch-Verlag, Frankfurt am Main 1990.
- Wohin der Schlaf sich schlafen legt. Gedichte für Kinder. 1991.
- Am Sonnenhang. Tagebuch eines Jahres. S. Fischer, Frankfurt am Main 1993, ISBN 3-10-042014-4. (autobiographische Prosa)
- Wo Freiheit ist … Gespräche 1977–1993. S. Fischer, Frankfurt am Main 1994, ISBN 3-10-042015-2.
- Steine und Lieder. Namibische Notizen und Fotos. 1996.
- ein tag auf dieser erde. Gedichte. 1998.
- Abseits der Wörter von den Wühltischen der Sprache, Gespräch mit Ludger Bült, 55 Minuten, Ursendung: 16. August 1998, MDR Kultur
- Die Intellektuellen als Gefahr für die Menschheit oder Macht und Ohnmacht der Literatur. Gespräch zwischen Günter Kunert und Reiner Kunze. Kunststiftung der Landesbank SH, Kiel 1999. (ohne ISBN)
- Der Kuß der Koi. Prosa und Fotos. 2002.
- Die Aura der Wörter. Denkschrift zur Rechtschreibreform. Radius, Stuttgart 2004. (Neuausgabe mit Zwischenbilanz. 1. Auflage 2002.), ISBN 3-87173-303-2
- Wo wir zu Hause das Salz haben. Nachdichtungen. 2003.
- Die Chausseen der Dichter. Gespräch über Peter Huchel und die Poesie mit Mireille Gansel. 2004.
- Bleibt nur die eigene Stirn. Ausgewählte Reden. Radius, Stuttgart 2005.
- lindennacht. Gedichte. 2007.
- Mensch im Wort. Drei Gedichte für Kinder und dreißig Antworten auf Fragen von Jürgen P. Wallmann.Edition Toni Pongratz 100, Hauzenberg 2008.
- Die Sprache, die die Sprache spricht. Rede. Edition Toni Pongratz 103. Hauzenberg 2009.
- Dichtung des 20. Jahrhunderts: Meine 24 sächsischen Dichter, Hrsg. Gerhard Pötzsch, 2 CDs, Militzke Verlag Leipzig 2009, ISBN 978-3-86189-935-8
- Was macht die Biene auf dem Meer?Gedichte für Kinder mit Bildern von Horst Sauerbruch. Fischer Schatzinsel, S. Fischer, 2011
- Wenn wieder eine Wende kommt. Schriftsteller sein in Deutschland. Vortrag. Edition Toni Pongratz 110, Hauzenberg 2011.
- Die wunderbaren Jahre, Lesung mit Winfried Glatzeder, Regie: Petra Meyenburg, 115 Min., mp3-CD, MDR 2003/ Der Audio Verlag 2015
- Wenn wieder eine Wende kommt... Reiner Kunze zum Eintritt ins Hohe Alter. Widmungsgedichte aus 50 Jahren, Hrsg. Benedikt Maria Trappen mit Holzschnitten von Heinz Stein, Privatdruck, Gelsenkirchen 2012
- „So gut wie möglich Kunst (Literatur) machen, Brigitte, das ist uns aufgetragen“. Briefe an Brigitte Reimann, in: Neue Rundschau 2017/4, Frankfurt, ISBN 978-3-10-809112-5.
- die stunde mit dir selbst. Gedichte. S. Fischer, Frankfurt am Main 2018, ISBN 978-3-10-397376-1.
- Die Dichtung im Gedicht. Vortrag.Edition Toni Pongratz, Hauzenberg 2019, ISBN 978-3-945823-08-8
- Vor unserer Schwelle. Tschechische Dichterschicksale. Edition Toni Pongratz, Hauzenberg 2020, ISBN 978-3-945823-12-5.
- Nabelschnur zur Welt. Reiner Kunzes deutsch-deutscher Briefwechsel mit Jürgen P. Wallmann. Hrsg. von Heiner Feldkamp. Edition Toni Pongratz, Hauzenberg 2022, ISBN 978-3-945823-16-3
- gedichte. Erweiterte Neuausgabe der Gesammelten Gedichte. S. Fischer Verlag, Frankfurt am Main 2023, ISBN 978-3-10-397582-6.